# Kaman K-Max
Le Kaman K-Max est un hélicoptère monoplace, monoturbine à rotors engrenants spécialisé dans le transport de charges à l'élingue (débardage, Bambi bucket, structures pour remonte-pentes, etc.) construit par la société américaine Kaman.

## Développement
En 1947, Anton Flettner immigre aux États-Unis dans le cadre de l'opération Paperclip. Cet ingénieur aéronautique allemand a été à l'origine des deux premiers hélicoptères à rotors engrenants allemand durant la Seconde Guerre mondiale. Le Flettner Fl 265, premier prototype à être équipé de ce type de rotor, puis le Flettner Fl 282 Kolibri ("Colibri"). Ce dernier est le premier hélicoptère produit en série dans le monde. Il est destiné à des missions de reconnaissance. Les deux modèles utilisaient le principe de rotors engrenés côte à côte et contrarotatifs pour résoudre le problème de la compensation du couple, normalement compensé dans les hélicoptères monorotor par un rotor de queue, un fenestron, un NOTAR ou un échappement de soufflerie ventilé. Anton Flettner reste aux États-Unis jusqu'à sa mort et devient chef de la conception pour la société Kaman. Il y poursuit ses travaux sur les hélicoptères à double rotor.
La série K-MAX est la dernière d'une longue lignée d'hélicoptères à double rotor de Kaman, dont le plus célèbre est le HH-43 Huskie. Le premier prototype (N3182T / A94-0001 / 1991) effectua son premier vol le 23 décembre 1991, le second (N131KA / A94-0002 / 1993), le 18 septembre 1993.
Le K-1200 K-MAX est le premier hélicoptère au monde spécifiquement conçu, testé et certifié pour répéter des opérations de levage externe et pour le vol par référence verticale (Kaman reçoit la certification IFR pour les vols par référence verticale qui supposent un pilotage en regardant vers l'extérieur et vers le bas, ou vers l'extérieur et vers l'arrière, plutôt que d'utiliser l'horizon naturel). Une caractéristique importante pour les travaux de charge externe. Les autres aéronefs utilisés pour ces missions sont adaptés à partir d'hélicoptères généralistes, ou destinés au transport de passagers ou de fret. Le K-MAX peut soulever presque deux fois plus que le Bell 205 alors qu'ils utilisent tous les deux des versions modifiées du même moteur. Le profil étroit de l'appareil et ses fenêtres latérales bombées donnent au pilote une bonne vue de la charge en regardant de chaque côté de l'appareil.
La transmission a un rapport de réduction de 24:1 en trois étapes, et est conçue pour une durée de vie illimitée. Les pales du rotor (qui tournent en sens inverse) sont construites avec un longeron en bois et des sections de bord de fuite en fibre de verre. Le bois a été choisi pour sa tolérance aux dommages et sa résistance à la fatigue, et pour tirer profit de l'expérience sur le terrain et des données accumulées à partir d'un longeron similaire sur l'hélicoptère HH-43 Huskie, construit pour l'armée de l'air américaine. Le pilote contrôle le pas des pales avec des tubes qui passent à l'intérieur du mât et des pales du rotor pour déplacer des servo-volets qui font tanguer les pales. Cela permet de réduire la force nécessaire pour actionner les commandes, de limiter le poids de l'appareil et évite d'utiliser des commandes hydrauliques dont la maintenance est coûteuse.
Le K-MAX s'appuie sur deux avantages principaux des hélicoptères à double rotor par rapport aux hélicoptères conventionnels : le meilleur ratio poids puissance de levage de cette technologie ;  et la tendance naturelle des hélicoptères à double rotor à rester en vol stationnaire. Cela augmente la stabilité, en particulier pour les travaux de précision dans le placement de charges suspendues. De plus, le K-MAX est particulièrement réactif aux commandes du pilote, ce qui permet de mieux contrôler le balancement de la charge, et de disperser des semences, des produits chimiques ou de l'eau plus précisément et sur de plus grandes surfaces.
Trente-huit hélicoptères K-1200 K-MAX avaient été produits en 2015. En janvier 2015, 11 d'entre eux n'étaient pas en état de vol ou n'étaient plus enregistrés à la suite d'accidents et cinq étaient stockés chez Kaman. En mars 2015, 21 K-MAX étaient opérationnels. La ligne de production a cessé son activité en 2003.

### Version sans pilote
Kaman développe le K-MAX sans pilote dès 1998. En mars 2007, Kaman et Lockheed Martin signent un accord de partenariat stratégique afin de répondre aux demandes du département de la Défense américain. L'armée américaine souhaite une version sans pilote à vol majoritairement autonome, optionnellement télécommandée et optionnellement pilotée. L'hélicoptère multi-mission sans pilote K-MAX est alors développé pour des missions dangereuses. Il peut être utilisé au combat pour livrer des fournitures sur le champ de bataille, ainsi que dans des situations civiles impliquant des risques chimiques, biologiques ou radiologiques. Un prototype de celui-ci est montré en 2008 et 2010 pour l'approvisionnement en équipement militaire lourd. En décembre 2010, le Naval Air Systems Command (en) a attribué un contrat de 46 millions de dollars à Kaman pour deux appareils qui ont été évalués favorablement l'année suivante.
le K-MAX sans pilote est expérimenté pendant trois ans en Afghanistan par le corps des Marines américains,,. Fort de cette expérience, Kaman développe le système K-Max Titan, une variante pilotée de manière optionnelle pour les clients commerciaux. Elle permet de voler dans des zones dangereuses comme les feux de forêt ou les catastrophes naturelles. Ce système permet aussi de mener des opérations longue-durée qui peuvent aller jusqu'au 100h de vol, durée maximum entre deux inspections obligatoires. Après certification par la FAA, le système pourra être monté sur des hélicoptères neufs et d'occasion en dehors de l'usine. La technologie Titan effectue son premier vol en avril 2021.

### Redémarrage de la ligne de production
En février 2014, Kaman envisage la reprise de la production du K-MAX du fait de multiples commandes portant sur plus de 20 appareils destinés à la lutte contre les incendies, l'exploitation forestière et le transport industriel. La version militaire sans pilote continue aussi à susciter l’intérêt. La production recommence de manière effective en mai 2017 et concerne initialement 10 commandes fermes d'appareils. Kaman décide la même année de porter la production à 20 appareils.
Avant la reprise de la production, en 2014 la flotte de K-MAX avait effectué 300 000 heures de vol et coûtait 1 200 $ par heure de vol à exploiter.
Finalement, le 18 janvier 2023, après un total de 60 appareils construit, la fin de la production est annoncée,.

## Opérateurs
En décembre 2018, 30 K-Max sont enregistrés dans cinq pays et 6 sont chez Kaman, retirés du service ou à reconstruire.

(Immatriculation / n° de série / année de fabrication / ancienne immatriculation)
 Canada
- HeliQwest Aviation[16],[17] : 2 (C-FMGM / A94-0013 / 1995 et C-FXFT / A94-0007 / 1994) basés à Villeneuve en Alberta. Un autre appareil est immatriculé aux États-Unis.

 Chine
- Guangdong Jixiang General Aviation Co Ltd : 2 (B-70VZ / A94-0039 2017 et B-70WA / A94-0040 / 2017)

 États-Unis
- Central Copters, Inc.[18] : 2 (N314 / A94-0032 / 2001 / ex N361KA et N414 / A94-0038 / 2003 / ex N268K) basés à Bozeman, Montana.
- Columbia Basin Helicopters[19] : 1 (N170CB / A94-0044 / 2018) basé à La Grande, Oregon.
- Helicopter Express : 2 (N43HX / A94-0029 / 2001 et N39HX / A94-0042 / 2017) basés à Chamblee, Géorgie.
- HeliQwest Aviation[16] : 1 (N202WM / A94-0011 / 1995) basé à Villeneuve en Alberta (Canada).
- Kaman Aerospace Corporation : le second prototype est en service (N131KA / A94-0002 / 1993), Bloomfield, Connecticut. Il effectua son premier vol le 18 septembre 1993 et fut utilisé pour des tests du K-Max UAS.
  - Le premier prototype (A94-0001 / 1991), immatriculé N3182T de 1991 à 1998, effectua son premier vol le 23 décembre 1991, En 2018 il est stocké.
  - Cellule d'essai au sol (A94-0003 / 1993)
  - A94-0023 / 1997 : immatriculé N135KA (2) de 1997 à 2001. Accidenté (Written off) le 27 janvier 1998 à Bloomfield, il est utilisé pour la formation à la maintenance.
- Mountain West Helicopters LLC : 1 (N526MW / A94-0004 / 1994) basé à Orem, Utah.
- Rainier Heli International Inc. : 2, N699RH (N313KA (1997-2000) A94-0019 / 1996) depuis 1997 et N40HX (A94-0043 / 2018) depuis 2019, basés à Kirkland, Washington. Rainier Helicopter Logging Inc a été renommée Rainier Heli-Lift Inc en 1999, puis Rainier Heli International Inc en 2009.
- ROTAK Helicopter Services[20] : 3 (N357KA / A94-0028 / 2000 / ex 169221, N803RA / A94-0045 / 2018 et N805RA / A94-0046 / 2018) basés à Anchorage, Alasaka.
- Swanson Group Aviation[21] : 2, N161KA (2) (A94-0016 / 1996) depuis 2000 et N312KA (A94-0024 / 1997) depuis 2001, opérés depuis Glendale, Oregon. Propriété de Superior Leasing LLC
- Timberline Helicopters, Inc.[22] :
  - 2 en service (N675TH / A94-0025 / 1998 et N674TH / A94-0035 / 2002) basés à Laclede, Idaho.
  - 1 K-1200 FireMax stocké (N267KA / A94-0037 / 2003), accidenté en 2008 et acheté en 2011 à Superior Leasing LLC, en attente d'être reconstruit.
- United States Marine Corps[23] : 1 CQ-24A K-Max en service (169222) basé à la MCAS Yuma, Arizona. Entre 2008 et 2011 (en 2011 pour le A94-0031 / 2001 / ex N360KA), trois des cinq appareils du département d’État sont immatriculés chez Lockheed Martin Systems Integration. Ils ont été transformés en hélicoptère sans pilote K-Max UAS pour le ravitaillement de base opérationnelle avancée en Afghanistan. De 2011 à 2014, ils sont transférés au corps des marines. Entre 2014 et 2016, les deux appareils en service repassent aux mains de Lockheed Martin, les systèmes sans pilote sont démontés et prennent la désignation de CQ-24A K-Max.
  - A94-0028 / 2000 / ex N357KA : immatriculé A11496 (K-Max UAS) de 2011 à 2014, puis 169221 (CQ-24A K-Max) de 2016 à 2018.
  - A94-0030 / 2001 / ex N359KA : immatriculé A11497 (K-Max UAS) de 2011 à 2014, puis 169222 (CQ-24A K-Max) à partir de 2016 (en service).
  - A94-0031 / 2001 / ex N360KA : immatriculé ? (K-Max UAS) de 2011 à son crash le 5 juin 2013 en Afghanistan.

 Japon
- Akagi Helicopter : 3 en service JA6184 (A94-0012 / 1994) depuis 1996, JA6200 (A94-0020 / 1996) depuis 1997 et JA6236 (A94-0036 / 2003 / ex N266KA) depuis 2005, basés à l'héliport de Tokyo. En 2000, Japan Royal Helicopter devient Akagi Helicopter.

 Suisse
- Rotex Helicopter AG : 3 K-1200 K-MAX en service (HB-ZGK / A94-0026 / 2000 / ex D-HFZA, HB-ZIH / A94-0021 / 1997 / ex D-HMAX et HB-ZTW / A94-0041 / 2017)[24], basés à l'héliport de Balzers au Liechtenstein. Le K-Max immatriculé HB-XQA (s/n A94-0008 / 1994), en service de 1997 à 2004, s'est écrasé le 11 octobre 2004 dans les Préalpes fribourgeoises sur la commune de Grandvillard en raison d'une défaillance de l’unité de couplage[25].

### Anciens opérateurs
Allemagne
- Heli-Air Zagel : 2, D-HFZA (1) (A94-0018 / 1996) de 1996 à son crash le 13 septembre 1999 à Arlberg (Autriche), D-HFZA (2) (A94-0026 / 2000 / ex N3289T) de 2000 à 2002, remplace le précédent (s/n 018), opéré en conjoint avec Helog, à qui appartient l'appareil.
- Helog Lufttransport KG : 2, D-HMAX (A94-0021 / 1997 / ex OE-XKM) de 2004 à 2007, D-HFZA (2) (A94-0026 / 2000) de 2002 à 2005, opéré en conjoint avec Heli-Air Zagel de 2000 à 2002, à qui appartient l'appareil.

 Australie
- Skywork Helicopters Australia : 1 (VH-IUU / A94-0029 / 2001 / ex ZK-HEE) de 2013 à 2015.

 Autriche
- Wucher Helikopter : 1 (OE-XKM (dès 2000) / A94-0021 / 1997 / ex N21MX) de 1999 à 2004.

 Colombie
- Unité d'aviation de l'armée[26] : 3 de 2001 à 2008, EJC500 (N358KA / A94-0029 / 2001), EJC501 (N359KA / A94-0030 / 2001) et EJC502 (N360KA / A94-0031 / 2001) , fournit par le département d'État des États-Unis pour la lutte anti-drogue.

 Corée du Sud
- Lucky Air Co. : 1 (HL9167 / A94-0034 / 2002 / ex N264KA) de février 2005 à son crash le 28 avril 2005 en Corée du Sud.

 États-Unis
- Département d'État des États-Unis : 5 de 2001 à 2008, dont 3 fournit à l'armée nationale colombienne (N358KA, N359KA, N360KA et 2 à la police national du Pérou (N357KA et N361KA)
- Grizzly Mountain Aviation : 2, N224GM (A94-0022 / 1997) de 1997 au 21 avril 1998, date à laquelle il est accidenté à La Grande, Oregon, et N263KA (A94-0033 / 2002) de 2004 à son crash le 17 mars 2006 à John Day, Oregon.
- Lockheed Martin Systems Integration : 3 K-Max transformés en hélicoptère sans pilote (K-Max UAS) pour le ravitaillement de base avancée en Afghanistan. En 2011, les appareils sont vendus et transférés au corps des marines. Entre 2014 et 2016, les deux appareils en service repassent aux mains de Lockheed Martin, les systèmes sans pilote sont démontés et prennent la désignation de CQ-24A K-Max.
  - (N357KA / A94-0028 / 2000) de 2008 à 2011 pour le développement du concepts et l'entrainement, puis de 2014 à 2016.
  - (N359KA / A94-0030 / 2001) de 2008 à 2011, opère en Afghanistan, puis de 2014 à 2016.
  - (N360KA / A94-0031 / 2001) de 2011 à son crash le 5 juin 2013 en Afghanistan (opéré par le corps de marines).
- Superior Leasing LLC : 1 K-1200 FireMax (N267KA / A94-0037 / 2003) de 2003 à 2008, en commun avec Kaman Aerospace Corp. entre 2003 et 2005. Il s'écrase le 17 décembre 2008 à Santa Clarita en Californie, il est revendu en 2011 à Timberline Helicopters dans le but d'être reconstruit.
- Superior Helicopters : 3, N162KA (A94-0010 / 1994) de 2003 à son crash fatal le 12 mai 2004 à West Fork, Oregon. N314KA (A94-0015 / 1995) de 2003 à son crash fatal le 25 juillet 2003 à Keller, Washington. N311KA (A94-0017 / 1996) de 1996 au 11 juillet 2000, date à laquelle il est accidenté à Cusick, Washington.
- Woody Contracting Inc. : 1 (N134KA (1996-2004) puis N134WC (2004-2011) / A94-0006 / 1994) de 1996 au 16 juin 2010, date à laquelle il est accidenté. Le 8 mai 2007 cet appareil avait atteint 20 000 heures de vol.

 Nouvelle-Zélande
- Skywork Helicopters Ltd[27]. 1 ( ZK-HEE / A94-0029 / 2001 / ex N358KA) de 2008 à 2013

 Pérou
- Police national du Pérou (es)[28] : 2 de 2002 à 2008 (N357KA / A94-0028 / 2000 et N361KA / A94-0032 / 2001), fournit par le département d'État des États-Unis pour la lutte anti-drogue.

 Suisse
- Eagle Helicopter AG : 1 K-1200 K-Max (HB-ZEH, s/n A94-0014) opéré de 2002 à 2007. L'appareil s'est écrasé le 2 octobre 2007 en raison d'une panne moteur alors qu'il effectuait des travaux forestiers dans les Préalpes schwytzoises sur la commune d'Illgau[29].
- Helog AG : 1 K-1200 K-Max (HB-XHJ, s/n A94-0009) de 1995 à 1999. Il s'est écrasé le 4 septembre 1998 à Hindelang (Allemagne)[30].

## Galerie

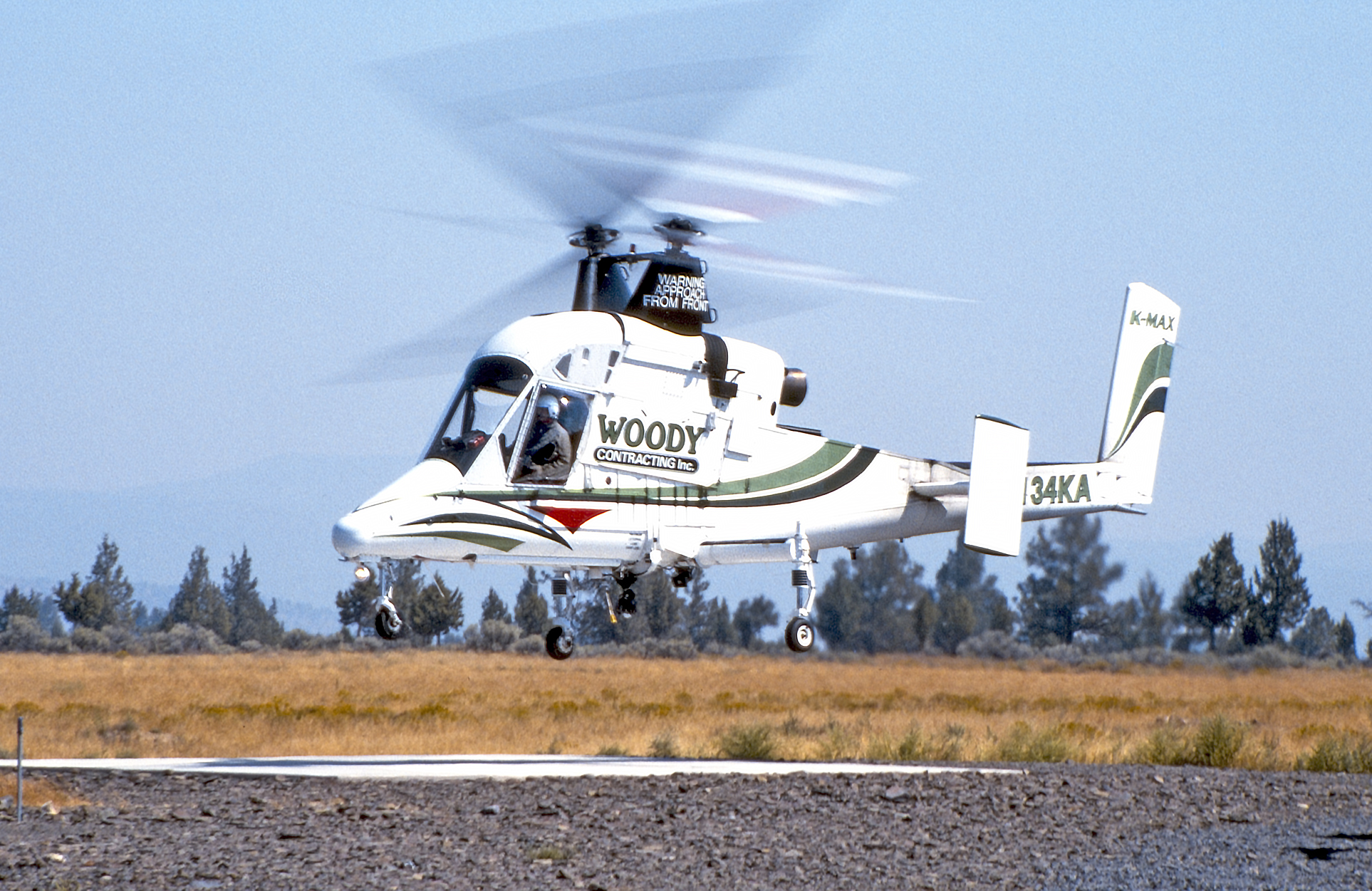
Kaman K-1200 de Woody Contracting (N134KA) au départ de l'aéroport de Prineville en Oregon pour une nouvelle place de stationnement en vue d'interventions sur les B&B Complex fires (en) (août 2003).
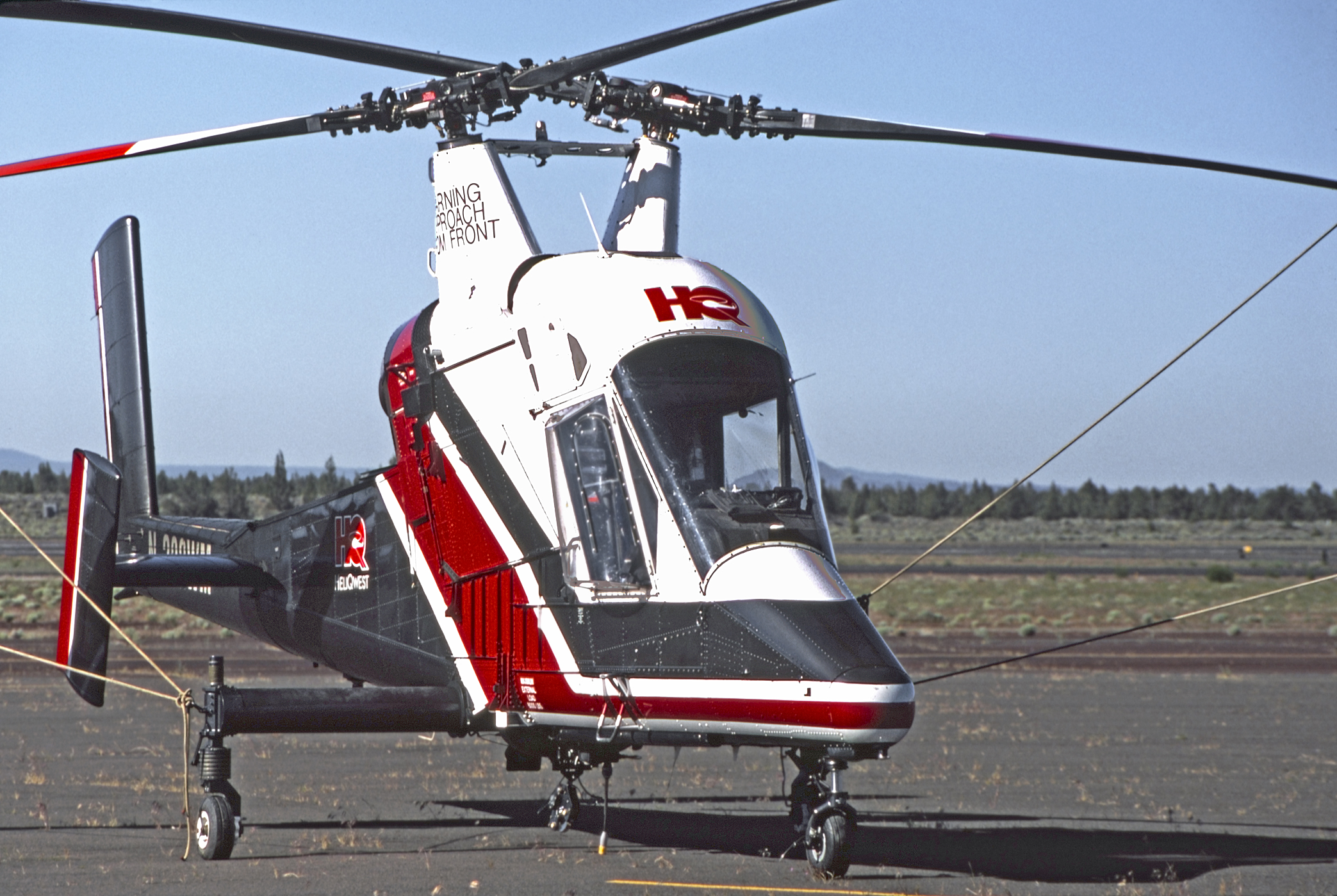
Kaman K-1200 d'HeliQuest International (N202WM) sur l'aérodrome Roberts Field (RDM) à Redmond en Oregon, pour des missions de lutte contre les feux de forêt auprès du service des forêts des États-Unis (juin 2004).
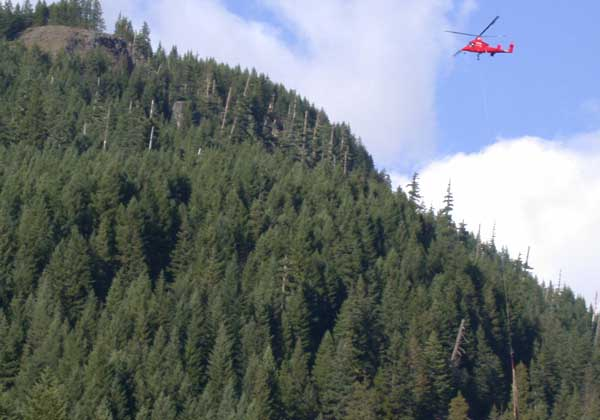
Kaman K-1200 de Superior Helicopter effectuant du débardage dans la forêt nationale de Willamette en novembre 2004.
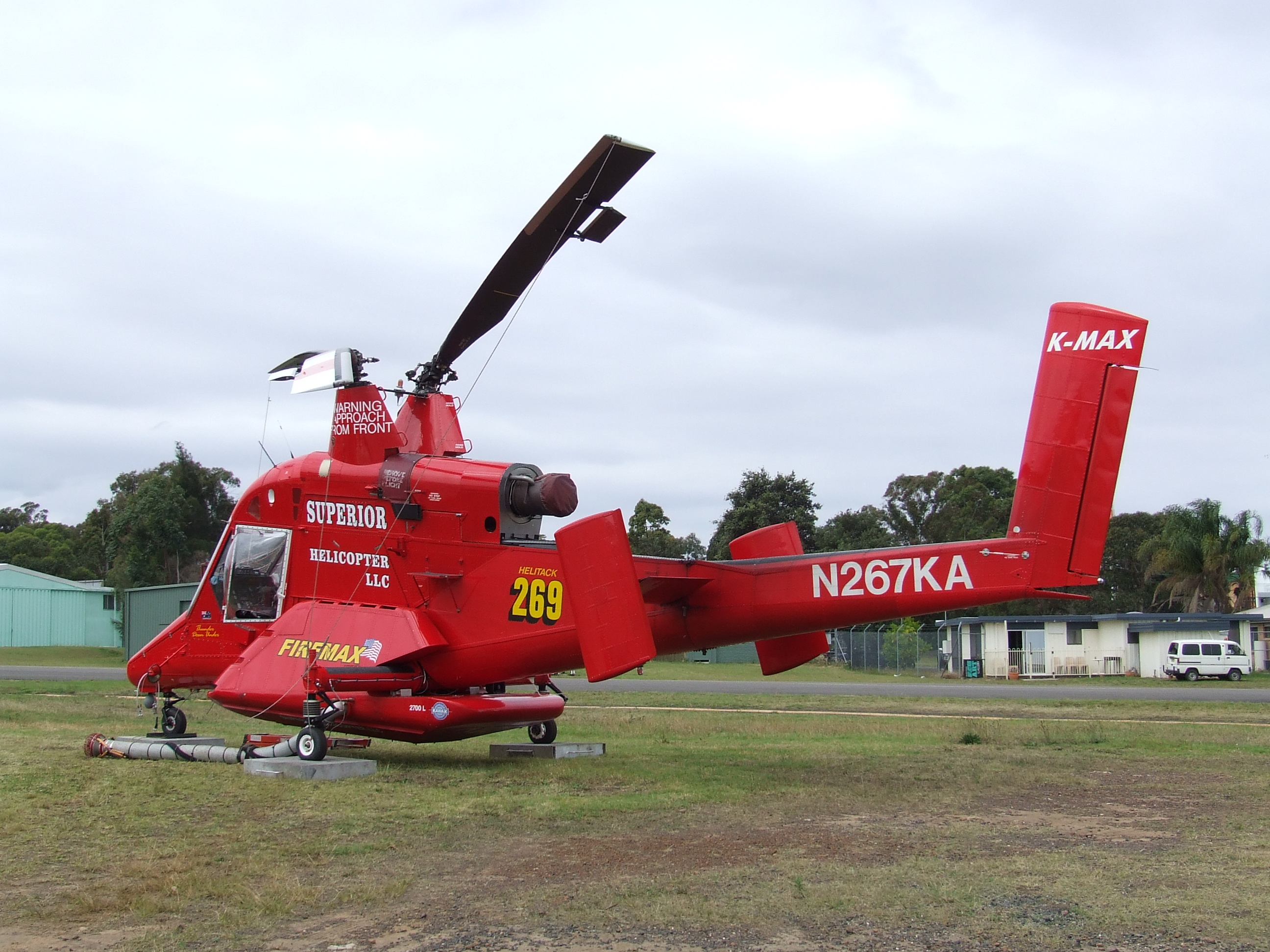
Kaman K-1200 FireMax de Superior Helicopter (N267KA), novembre 2006)
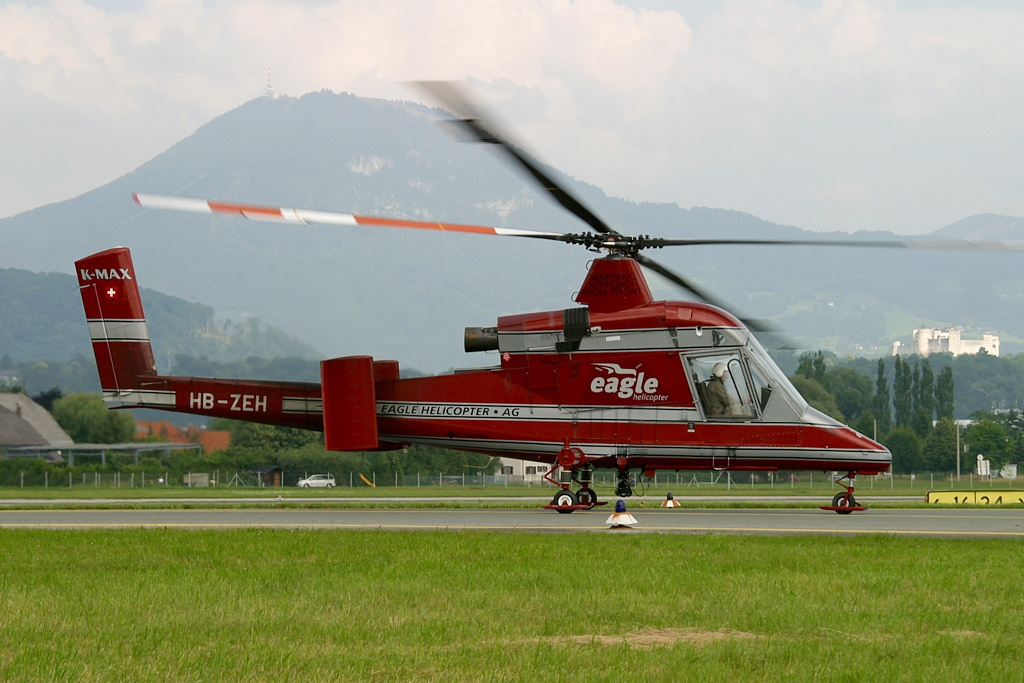
Kaman K-1200 K-Max d'Eagle Helicopter (HB-ZEH) à l'aéroport de Salzbourg-W.-A.-Mozart en juin 2007.
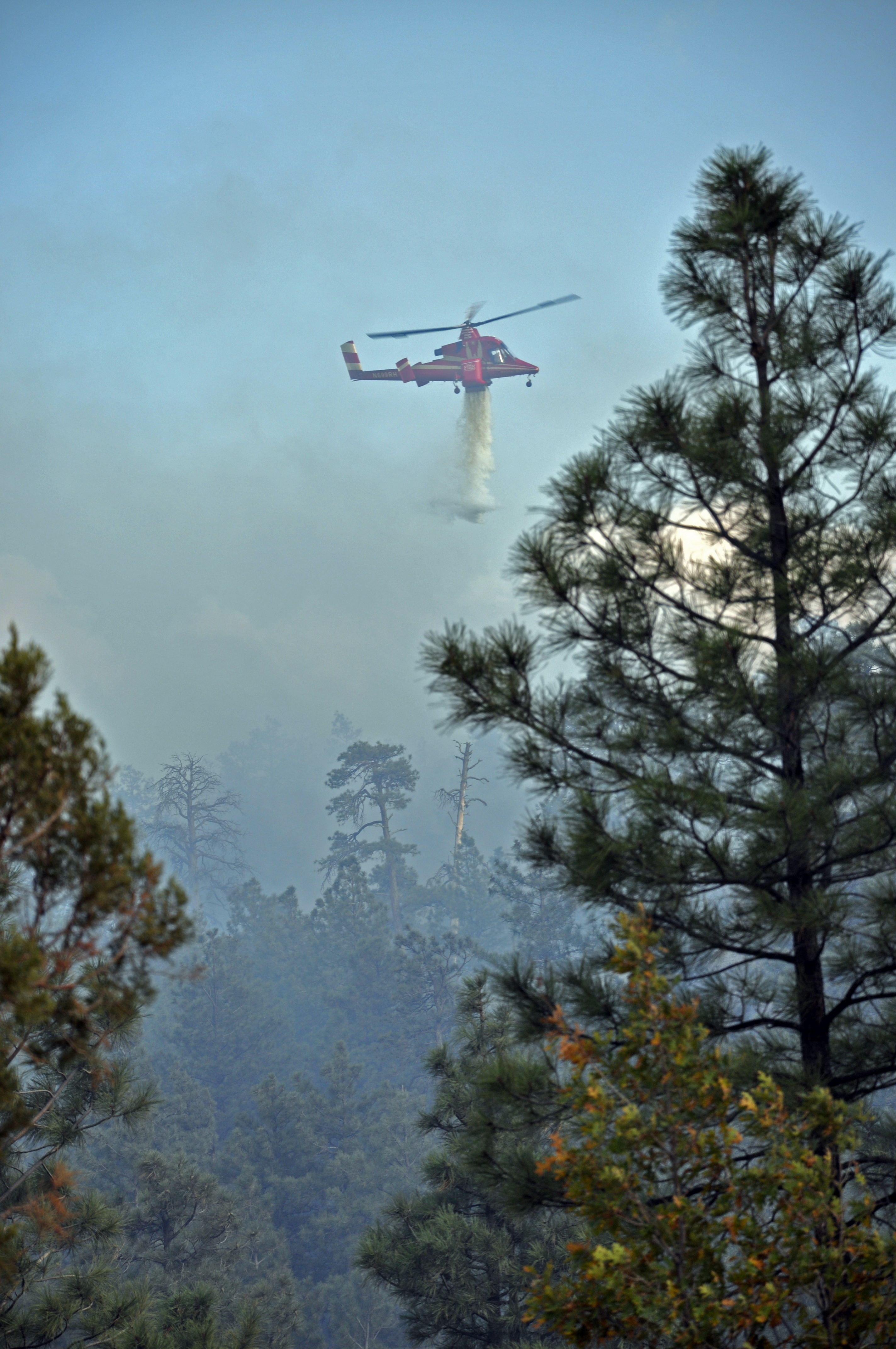
Kaman K-1200 de Rainier Heli International (N699RH) en intervention sur un feu dans la forêt nationale de Kaibab en octobre 2009.
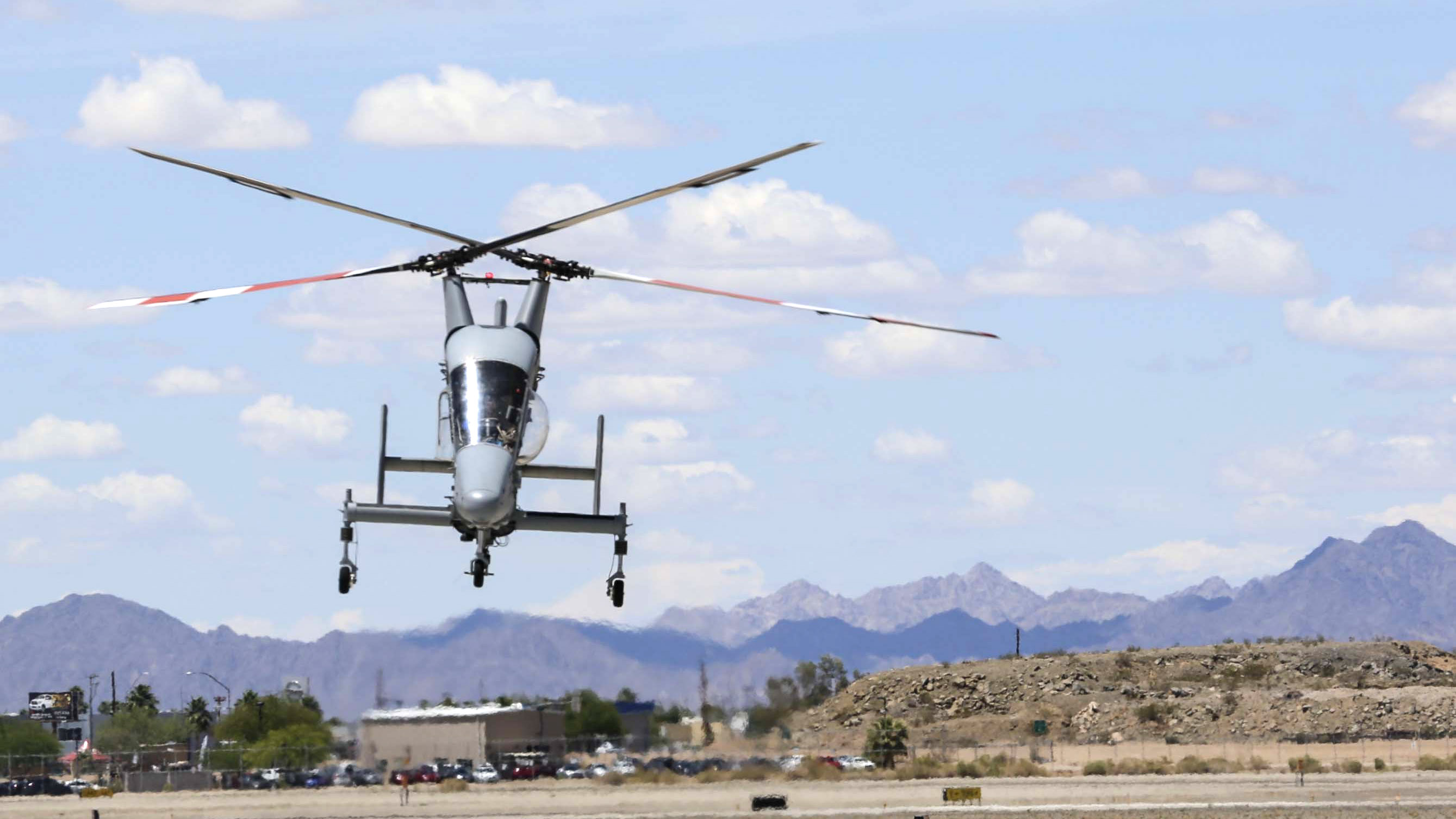
Arrivée du premier CQ-24A K-Max de l'United States Marine Corps à la Marine Corps Air Station Yuma (Arizona), le 7 mai 2016.

## Accidents
En tout, onze K-Max se sont écrasés entre 1998 et 2010. Le 5 juin 2013, un K-Max UAS (sans-pilote) s’est écrasé en Afghanistan. Le 9 septembre 2020, un K-Max qui transportait du matériel s'écrase à l’atterrissage sur une camionnette, entre Täsch et Zermatt dans le Canton du Valais en Suisse, aucun blessé.